# Góry Karaibskie
Góry Karaibskie (Andy Karaibskie, Andy Wenezuelskie; hiszp.: Cordillera Caribe) – góry w północnej Wenezueli, położone równolegle do wybrzeża Morza Karaibskiego. 
Rozciągają się na długości ok. 800 km i szerokości do 80 km. Składają się z dwóch położonych równoleżnikowo pasm, Cordillera de la Costa (wysokość do 2765 m n.p.m., Pico Naiguatá) i Serranía del Interior (wysokość do 2596 m n.p.m., Pico Turimiquire), które oddzielone są od siebie systemem dolin pochodzenia tektoniczno-erozyjnego. Zbocza porośnięte lasami i krzewami, powyżej 1000 m n.p.m. występują wilgotne lasy równikowe.
U północnych podnóży Gór Karaibskich leży Caracas, stolica Wenezueli; u południowych podnóży występują duże złoża ropy naftowej i gazu ziemnego. Obszar aktywny sejsmicznie.